# Ana Brnabić
Ana Brnabici (în sârbă Ана Брнабић; n. 28 septembrie 1975, Belgrad, RS Serbia, RSF Iugoslavia) este un politician sârb care ocupă din 29 iunie 2017 funcția de Prim-ministru al Serbiei, devenind astfel prima femeie și prima persoană aparținând comunității LGBT în această funcție. Decizia președintelui de a o nominaliza pentru funcție a fost lăudată de către politicienii occidentali. Din august 2016 și până la nominalizarea ei în iunie 2017 a ocupat funcția de ministru al Administrației Publice și Autoguvernării Locale în guvernul actualului președinte sârb, Alexander Vucici. Ana Brnabici a fost, înainte de a se alătura fostului guvern, șefa unei asociații mixte public-privat ce viza crearea unor condiții mai bune de dezvoltare economică în Serbia.
Brnabici este al cincilea șef de guvern din Europa și din lume care face parte din comunitatea LGBT (după Jóhanna Sigurðardóttir din Islanda, Elio Di Rupo din Belgia, Xavier Bettel din Luxemburg și Leo Varadkar din Irlanda) și primul din Europa de Est, regiune cunoscută pentru conservatorismul privind drepturile LGBT.În septembrie 2017 Brnabici a fost cel dintâi șef de guvern dintr-o țară din Balcani care a fost prezent (împreună cu primarul orașului) la parada "Gay Pride" a LGBT din capitala țării.